# Physostegia godfreyi
Physostegia godfreyi är en kransblommig växtart som beskrevs av P.D. Cantino. Physostegia godfreyi ingår i släktet drakmyntor, och familjen kransblommiga växter. Inga underarter finns listade i Catalogue of Life.